# طب الحشود
طب الحشود (Mass Gathering Medicine) هو فرع من فروع الطب يتولى استكشاف الآثار والمخاطر الصحية للحشود والتجمعات الجماهيرية ووضع الاستراتيجيات التي تسهم بشكل إيجابي في تقديم خدمات صحية فعالة أثناء هذه الأحداث.
.
ويرجع السبب في تطور هذا الفرع من فروع الطب إلى حقيقة أن التجمعات البشرية تسفر عن ارتفاع كبير في حالات الإصابات والأمراض، الأمر الذي قد يؤدي إلى حوادث أو نوبات مروعة تسفر عن أعداد هائلة من المصابين أو الموتى.
ويرى البعض في جامعة كولومبيا البريطانية أن طب الحشود هو الملاذ الآمن لرعاية ما قبل اللجوء للمستشفى في طب الطوارئ.
ومن بين العوامل التي تؤثر على نسبة الإقبال على الرعاية الطبية في التجمعات الجماهيرية  ما يلي:
- حالة الطقس.
- مدة الحدث.
- ما إذا كانت الحشود متحركة.
- تطويق الحدث (المكان مسيّج أو مسوّر أو لا).
- توفر الخمر أو المخدرات.
- كثافة الحشود وغير ذلك.
- إمكانية انتشار الأمراض المعدية.[8]

والأهداف الجوهرية المبتغاة من تقديم خدمات طب الحشود في إحدى الفعاليات هي:
- الوصول السريع إلى المرضى والمصابين.
- الثبات والنقل الفعّال للمرضى والمصابين.
- الرعاية الموضعية للإصابات والأمراض الطفيفة.

تعمل إدارة الإنذار والاستجابة العالمية التابعة لـمنظمة الصحة العالمية على دعم الدول الأعضاء التي تستضيف أعدادًا غفيرة من الجماهير.
ويحتاج دعم طب الحشود إلى تخطيطات مسبقة.
عقدت مجلة لانسيت (The Lancet) الطبية مؤتمرًا علميًا حول طب الحشود في أكتوبر عام 2010م في السعودية.